# 弗里爾森 (路易斯安那州)
弗里爾森（英語：Frierson）是位於美國路易斯安那州德索托堂區的一個普查規定居民點。

## 人口
根據2020年美國人口普查的數據，弗里爾森的面積為1.45平方千米，當中陸地面積為1.43平方千米，而水域面積為0.02平方千米。當地共有人口132人，而人口密度為每平方千米91.03人。